# Чемерник

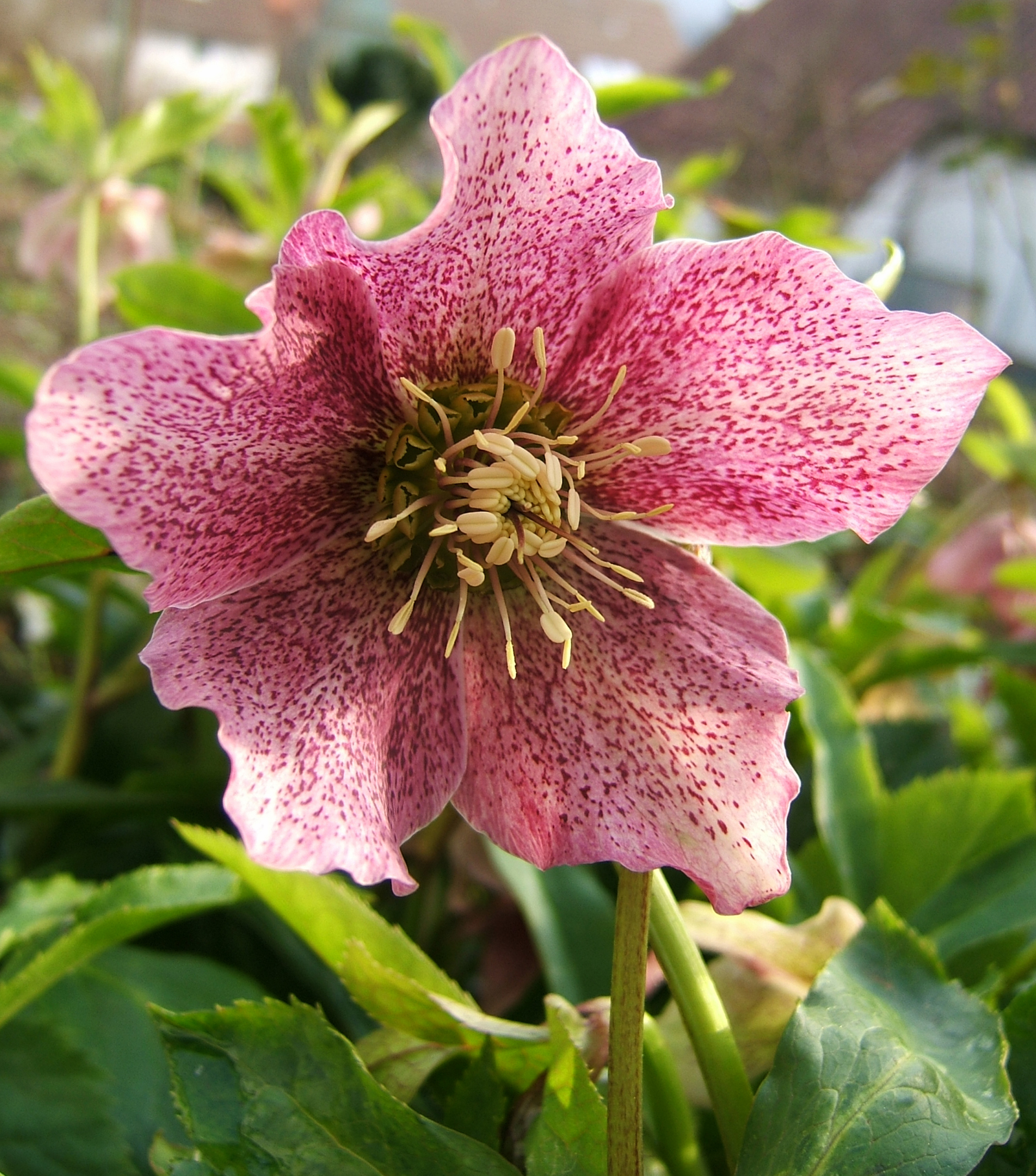
Чемерник, гібридна форма

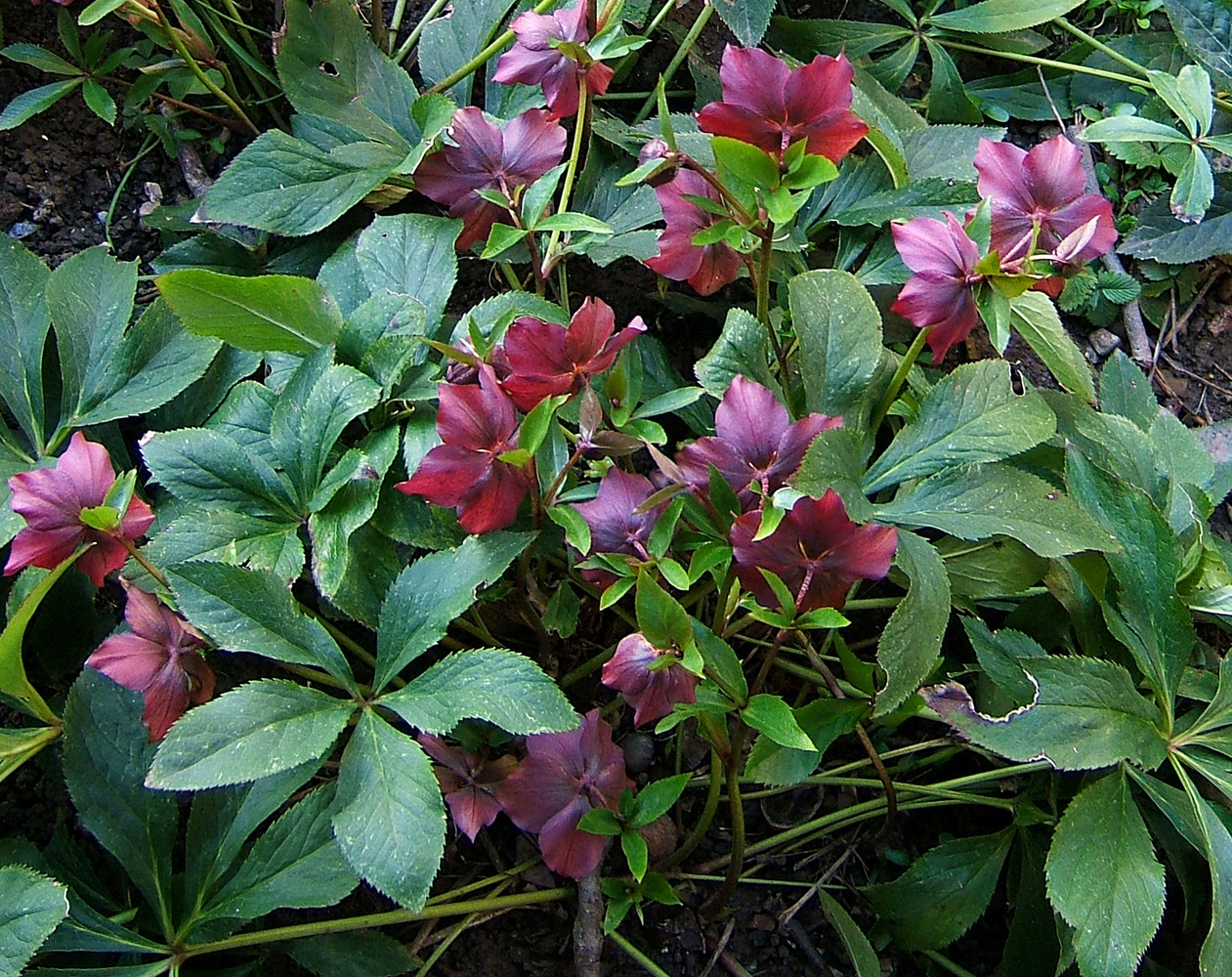
Чемерник, гібридна форма

Чемерник (Helleborus) — рід рослин родини жовтецевих (Ranunculaceae), що нараховує близько 20 видів вічнозелених багаторічних трав'янистих квіткових рослин, родини лютикових. Рід дав назву трибі Helleboreae. Люди, захоплені квітуванням серед зими і схожістю з дикими трояндами чи рожами наділили рослину назвами «зимова рожа», «різдвяна роза», «сніжна троянда». Попри народні назви, чемерник не є близьким до родини троянд (Rosaceae) чи руж (Malvaceae). Багато видів отруйні.

## Опис і поширення
Рід є поширеним на більшій частині Європи: Велика Британія, Іспанія і Португалія, Середземноморський регіон, Центральна Європа, Східна Європа (Україна та Румунія) а також вздовж північного узбережжя Туреччини аж до Кавказу.
Найбільша концентрація видів спостерігається на Балканах. Один атиповий вид (H. thibetanus) походить із західного Китаю, ареал іншого атипового представника (H. vesicarius) — невелика територія на кордоні між Туреччиною і Сирією.
Квіти мають п'ять пелюсток (чашолистків), що оточують кільцем тичинки. Чашолистки не опадають, як пелюстки, а залишаються на рослині іноді протягом багатьох місяців. Нещодавні дослідження в Іспанії підтверджують, що стійкі чашечки сприяють розвитку насіння (Herrera 2005).

## Види і підвиди
Рід був описаний Карлом Ліннеєм в томі першому його Species Plantarum in 1753.

##### Види зі стеблом
Ці чотири види мають стебла з листям (у H. vesicarius стебла щороку відмирають), а також базальне листя.
- Helleborus argutifolius — корсиканський чемерник
- Helleborus foetidus — смердючий чемерник
- Helleborus lividus
- Helleborus vesicarius

##### Види без стебла
Ці види мають базальне листя. У них нема справжніх листків на стеблах (є листкові приквітки в місці розгалуження квітконосів).
- Helleborus atrorubens
- Helleborus croaticus
- Helleborus cyclophyllus
- Helleborus dumetorum
- Helleborus abruzzicus
- Helleborus liguricus
- Helleborus boconei
- Helleborus multifidus
  - Helleborus multifidus subsp. hercegovinus
  - Helleborus multifidus subsp. istriacus
  - Helleborus multifidus subsp. multifidus
- Helleborus niger — різдвяна троянда або чорний чемерник
  - Helleborus niger subsp. macranthus (H. niger major)
  - Helleborus niger subsp. niger
- Helleborus odorus
  - Helleborus odorus subsp. laxus
  - Helleborus odorus subsp. odorus
- Helleborus orientalis — Lenten rose, Lenten hellebore, oriental hellebore (N.B. Lenten hellebores в садах визнані гібридами)
  - Helleborus orientalis subsp. abchasicus (H. abchasicus)
  - Helleborus orientalis subsp. guttatus
  - Helleborus orientalis subsp. orientalis (H. caucasicus, H. kochii)
- Helleborus purpurascens
- Helleborus thibetanus (H. chinensis)
- Helleborus torquatus
- Helleborus viridis — зелений чемерник або нога ведмедя
- Helleborus occidentalis (H. viridis subsp. occidentalis)

Інші назви видів (в даний час вважаються недійсними) зустрічаються у старих виданнях (в тому числі Н. hyemalis, Х. polychromus, Х. ranunculinus, Х. trifolius).